# Missões diplomáticas da Eritreia

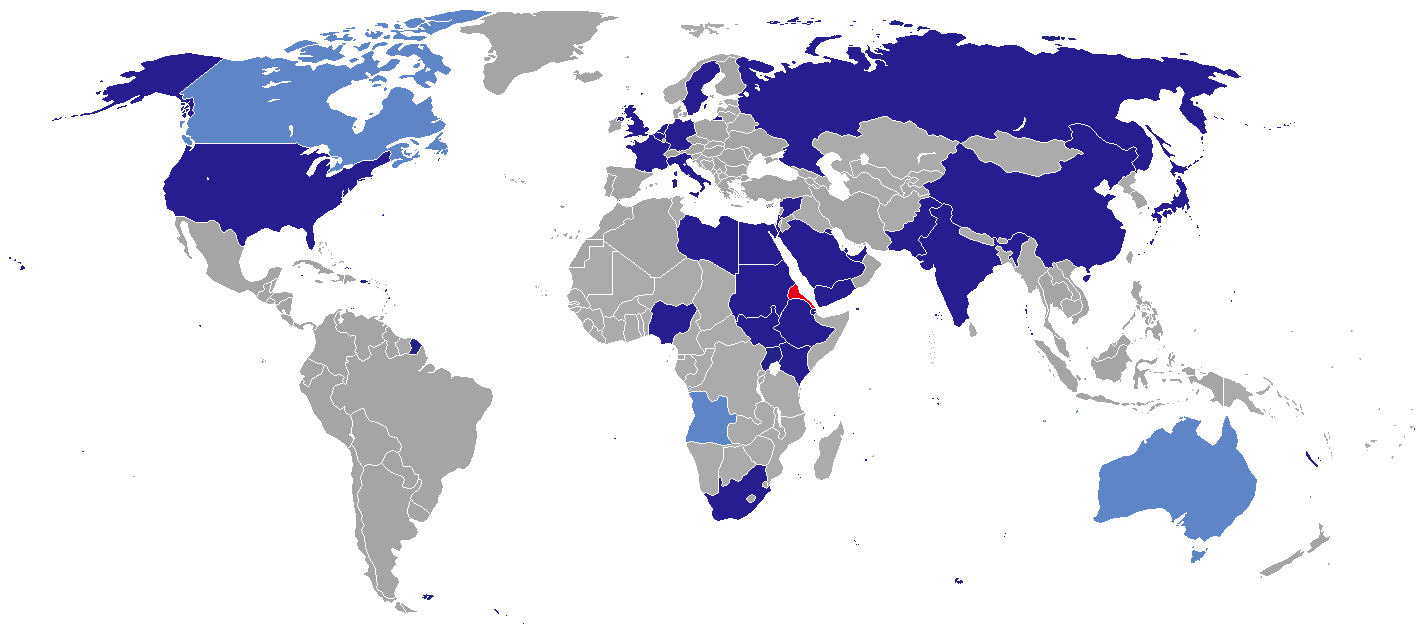
Mapa das missões diplomáticas da Eritreia.

Abaixo estão listadas as embaixadas e consulados da Eritreia:

## Europa

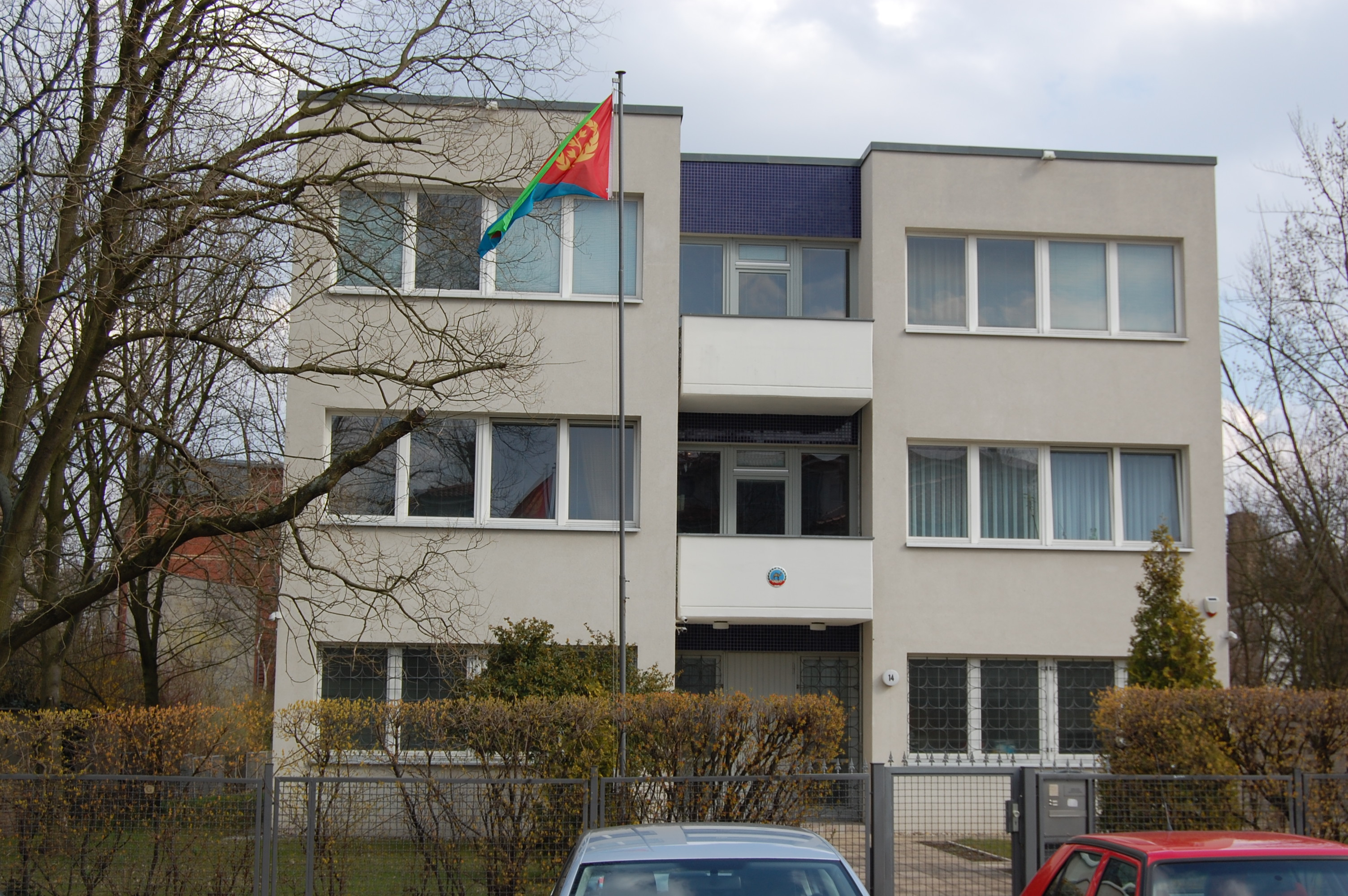
Embaixada da Eritreia em Berlim, Alemanha.

- Alemanha
  - Berlim (Embaixada)
  - Frankfurt (Consulado)
- Bélgica
  - Bruxelas (Embaixada)
- França
  - Paris (Embaixada)
- Itália
  - Roma (Embaixada)
  - Milão (Consulado)
- Países Baixos
  - Haia (Embaixada)
- Rússia
  - Moscou (Embaixada)
- Suécia
  - Estocolmo (Embaixada)
- Reino Unido
  - Londres (Consulate)

## América do Norte
- Canadá
  - Ottawa (Embaixada)
- Estados Unidos
  - Washington DC (Embaixada)

## África
- África do Sul
  - Pretória (Embaixada)
- Djibuti
  - Djibouti (Embaixada)
- Egito
  - Cairo (Embaixada)
- Etiópia
  - Adis-Abeba (Embaixada)
- Quênia
  - Nairóbi (Embaixada)
- Sudão
  - Cartum (Embaixada)

## Ásia

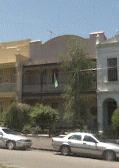
Consulado da Eritreia em Melbourne, Austrália.

- Arábia Saudita
  - Riad (Embaixada)
- China
  - Pequim (Embaixada)
- Emirados Árabes Unidos
  - Abu Dhabi (Embaixada)
  - Dubai (Consulado)
- Iêmen
  - Sana (Embaixada)
- Índia
  - Nova Délhi (Embaixada)
- Kuwait
  - Cidade do Kuwait (Embaixada)
- Israel
  - Tel Aviv (Embaixada)
- Japão
  - Tóquio (Embaixada)
- Paquistão
  - Islamabad (Embaixada)
- Síria
  - Damasco (Embaixada)

## Oceania
- Austrália
  - Camberra (Embaixada)
  - Melbourne (Consulado)